# Щетинистоногий фаэтончик
Щетинистоногий фаэтончик (лат. Cataglyphis setipes) — вид муравьёв-бегунков из рода Cataglyphis.

## Распространение
Индия, Пакистан, Афганистан, Иран, Средняя Азия (в т. ч. Туркмения), южный Казахстан, Закавказье, Дагестан (Россия). Пустыни и полупустыни.

## Описание
Среднего размера муравьи-бегунки. Длина рабочих от 5 до 14 мм, самок от 9 до 15 мм, самцов от 10 до 12 мм. При беге задирают брюшко вверх (отсюда русское название — фаэтончик). Основная окраска тела красновато-коричневая, брюшко и ноги — до чёрного (самцы наоборот чёрные, а брюшко светлее). Щёки без отстоящих волосков. Усики рабочих 12-члениковые. Скапус длинный, превосходит затылочный край головы. Ноги покрыты щетинками, на голенях снаружи грубые шипики. Петиоль с высоким коническим узелком (без вертикальной чешуйки). Тело матовое. Петиольюс узловидный. Длина головы рабочих HL 1,54—2,97 мм; ширина головы HW 1,32—3,08 мм; Дневные зоонекрофаги, основная добыча — муравьи-жнецы, термиты, двукрылые, саранчовые, гусеницы бабочек. Также собирают выделения верблюжьей колючки, саксаула и других пустынных растений. Брачный лёт крылатых половых особей происходит с мая по июнь. Муравейники земляные.
У этих муравьёв живут мирмекофильные жуки-кожееды Thorictus medvedevi Zhantiev, 2010 и Thorictus ruzskii Semenov-Tian-Shanskiy, 1903 (Coleoptera: Dermestidae).

## Систематика
Вид был впервые описан в 1894 году швейцарским мирмекологом профессором Огюстом Форелем под первоначальным названием Myrmecocystus viaticus setipes Forel, 1894 по материалам из Индии. Включён в видовую группу C. bicolor.